# Chilochroma albicostalis
Chilochroma albicostalis är en fjärilsart som beskrevs av George Francis Hampson 1913. Chilochroma albicostalis ingår i släktet Chilochroma och familjen Crambidae. Inga underarter finns listade i Catalogue of Life.